# Fronteira Angola–República Democrática do Congo
A fronteira entre Angola e República Democrática do Congo é a linha que limita os territórios de Angola e da República Democrática do Congo. Tem duas secções distintas.
A leste, a maior secção de fronteira começa no ponto de tríplice fronteira que une a fronteira Angola-Zâmbia e a fronteira República Democrática do Congo-Zâmbia. De seguida segue um percurso irregular mas com muitos ângulos retos antes de chegar ao oceano Atlântico a noroeste, seguindo o trecho final do rio Congo.
A secção menor da fronteira terrestre não fica longe, separando o enclave de Cabinda da República Democrática do Congo.
Alguns dos rios que definem esta fronteira são o rio Cuango, o rio Cassai e o rio Chicapa.

## História
O Congo Belga conquistou a independência (como República do Congo (Léopoldville), futuaramente renomeada como República Democrática do Congo) em 30 de junho de 1960. Portugal, no entanto, resistiu firmemente à onda de descolonização da África, tornando Angola uma parte legal de Portugal em 1951. Os nacionalistas angolanos começaram a lutar pela independência em 1961, conquistada em 1975 após a Revolução dos Cravos em Portugal. Cabinda entretanto procurou estabelecer um Estado separado, dando início ao Conflito de Cabinda. A secção da fronteira sul também esteve instável durante grande parte deste período, devido às guerras civis em Angola e no Congo, resultando em numerosas incursões transfronteiriças e fluxos de refugiados.

## Fronteira marítima
O acesso ao mar da República Democrática do Congo é bastante restrito devido à presença do enclave angolano de Cabinda ao norte, e da própria Angola ao sul. A delimitação das fronteiras marítimas não ocorreu. Em março de 2009, o ministro congolês dos hidrocarbonetos anunciou sua disposição de determinar as fronteiras marítimas do país. Desde então, as relações entre os dois vizinhos foram congeladas. A principal disputa são as zonas petrolíferas exploradas por Angola.